# Battaglia di Ramadi (1917)
La battaglia di Ramadi è stata un episodio della Campagna della Mesopotamia della prima guerra mondiale e venne combattuta nel settembre 1917 in Iraq.

## Contesto
Durante l'avanzata britannica verso Baghdad il comandante delle forze alleate in Mesopotamia, Frederick Stanley Maude, ordinò alla 15. divisione indiana di attaccare Ramadi (circa 100 km a ovest di Baghdad, sulla riva sud del fiume Eufrate) dove era dispiegato una grande guarnigione ottomana. 
La città era già stata attaccata dai britannici l'11 luglio ma le forze britanniche erano state costrette a ritirarsi verso Dhibban.

## La battaglia
L'attacco cominciò il 28 settembre. Grazie all'uso dei mezzi corazzati in poco tempo le forze ottomane vennero sconfitte. 
Un loro tentativo di fuga durante la notte venne sventato dalla cavalleria britannica e la mattina del 29 ottobre l'intera guarnigione si arrese.